# Ionizirajuće zračenje
Ionizirajuće zračenje je pojava prijenosa energije u obliku fotona (kvanti elektromagnetskog zračenja) ili masenih čestica, a koje ima dovoljno energije da u međudjelovanju s kemijskom tvari ionizira tu tvar. Ionizirajuće zračenje posljedica je promjene stanja materije u mikrosvijetu. To su promjene u energiji ili u sastavu atoma ili atomske jezgre, pri čemu se emitiraju fotoni ili druge čestice. U međudjelovanju s tvari dolazi do izmjene energije i izmjene strukture ozračene tvari. Takve posljedice mogu biti korisne, ali i vrlo štetne.
Ionizirajuće zračenje je pojava za koju ljudska osjetila nisu razvijena, za razliku od mnogih drugih pojava u prirodi. Izravne posljedice djelovanja ionizirajućeg zračenja na živi svijet većinom su zakašnjele i teško ih je povezati s uzrokom. Čovjek može biti izložen i smrtonosnoj dozi ionizirajućeg zračenja, a da u samom trenutku ozračivanja ništa ne osjeti. Posljedice ozračivanja, bez osjetilne veze s uzrokom zapažaju se tek nakon nekog vremena, od nekoliko sati do nekoliko dana ili čak godina, što ovisi o vrsti i svojstvima tog zračenja. Otuda je razumljiv čovjekov strah, a poznavanje osnovnih svojstava ionizirajućeg zračenja, međudjelovanja zračenja s tvari, a posebno djelovanja zračenja na živa bića, je neobično važno u stručnom i psihološkom smislu.
Ionizirajuće zračenje se može sastojati od snopa čestica visokih energija (protona,  alfa-čestica ili beta-čestica) ili elektromagnetskoga zračenja visoke frekvencije (gama-zračenje, rendgensko zračenje, ultraljubičasto zračenje). Ionizirajuće zračenje može imati poguban učinak na molekule tvari, a posebno na biološka tkiva.

## Vrste ionizirajućeg zračenja
Elektromagnetsko ionizirajuće zračenje obuhvaća rendgensko zračenje i gama zračenje, iako ionizaciju nekih tvari može uzrokovati i ultraljubičasto elektromagnetsko zračenje.

### Rendgensko zračenje
Rendgensko zračenje čine elektromagnetski valovi kratkih valnih duljina, od 10-10 do oko 10-13 m. Često se naziva i X-zračenjem. Posebna vrsta rendgenskog zračenja je tzv. zakočno zračenje (njem. bremsstrahlung) koje nastaje kad elektroni značajno mijenjaju svoju brzinu u blizini atomske jezgre, bilo iznos, bilo smjer gibanja.

### Gama-zračenje
Gama-zračenje čine elektromagnetski valovi valnih duljina kraćih od 10-13 m, nazvani prema jednoj od komponenti zračenja prirodno radioaktivnih tvari, a danas se općenito gama-zračenjem naziva svako elektromagnetsko zračenje tih valnih duljina, bez obzira na porijeklo. Osim valnom duljinom, gama zračenje često se opisuje i energijom fotona tog zračenja. Gama zračenje nastaje energijskim prijelazima nestabilnih atomskih jezgri radioaktivnih tvari, anihilacijom čestica i usporavanjem vrlo brzih nabijenih čestica. Pri nuklearnim reakcijama u zvijezdama nastaju fotoni vrlo velikih energija, i oni su jedna od komponenti kozmičkog zračenja što prožima Svemir. To primarno kozmičko zračenje kontinuiranog je spektra, a u međudjelovanju s atmosferom Zemlje stvara sekundarno kozmičko zračenje još uvijek je velikih energija.

### Zračenje masenim česticama
Zračenje masenim česticama nastaje raspadom atomske jezgre, a osnovna svojstva su brzina, količina gibanja, električni naboj, energija čestice i masa čestice. Brzina masenih čestica, iako vrlo velika, manja je od brzine svjetlosti. Količina gibanja umnožak je mase i brzine čestice. Električni naboj je svojstvo mnogih čestica koje čine zračenje (elektrona, pozitrona, protona, atomskih jezgri), i uvijek je cjelobrojni umnožak elementarnog naboja, e = 1,6•10-19 C.

### Alfa zračenje
Alfa zračenje roj je čestica koje se sastoje od dva protona i dva neutrona, tj. jezgre helija-4. Energija alfa-čestica koje izbacuju atomske jezgre iznosi nekoliko MeV. U zraku mogu preći tek nekoliko centimetara.

### Beta zračenje
Beta zračenje je svako zračenje koje se sastoji od elektrona (β-) ili pozitroni (β+). Takvo se zračenje spontano emitira nestabilnim atomskim jezgrama.

### Neutronsko zračenje
Neutronsko zračenje je roj brzih neutrona, po masi slični protonima. Vrlo lako prodiru kroz tvar jer nemaju električni naboj. Neutronsko zračenje može biti posljedica nuklearnih reakcija. Komponenta je kozmičkog zračenja i zračenja iz nestabilnih teških jezgri. Vrlo snažno neutronsko zračenje nastaje u nuklearnim reaktorima tijekom nuklearne lančane reakcije. Energija neutrona kod neutronskih zračenja iznosi od oko 10 MeV pa naniže. Ako se energija neutrona smanji na energije manje od 1 eV, nazivaju se termičkim neutronima.
Ostala zračenja se nazivaju prema česticama od kojih se sastoje: protonsko, deuterijsko, tricijsko, teškoionsko, i drugo. Takva zračenja mogu nastati u nuklearnim procesima, dio su kozmičkog zračenja, a nastaju i u nuklearnim reaktorima ili nuklearnim eksplozijama.

## Utjecaj ionizirajućeg zračenja na žive organizme
Svijet u kojem živimo radioaktivan je od svog postanka. Postoji oko 60 radionuklida (radioaktivnih elemenata), koje možemo pronaći u tlu, zraku, vodi, hrani, a time i u svim živim bićima. Po tome kako su nastali dijele se na one koji su oduvijek prisutni na Zemlji, one koji nastaju kao posljedica djelovanja kozmičkih zraka, te one koji su posljedica ljudske tehnologije.
U prvoj su skupini radioaktivni elementi poput uranija-235, uranija-238, torija-232, radija-226, radona-222 ili kalija-40. Oni potječu još iz vremena stvaranja Zemlje, a karakterizira ih vrlo dugo vrijeme poluraspada, čak i do milijardu godina (iznimka je plin radon, čiji je poluživot 3,8 dana). Kozmičko zračenje nas neprestano pogađa. Izvor mu je uglavnom izvan našeg Sunčevog sustava, a sastoji se od raznih oblika zračenja: od vrlo brzih teških čestica, pa do visokoenergijskih fotona i miona. Ono međudjeluje s atomima u gornjim slojevima atmosfere i tako proizvodi radionuklide, koji su najčešće kraćih vremena poluživota. To su, na primjer, ugljik-14, tricij, berilij-7 i drugi. 
Ljudi su svojim djelovanjem, poglavito razvojem nuklearnih reaktora i testiranjem nuklearnog oružja, stvorili još neke radioaktivne elemente, poput stroncija-90, joda-129, joda-131, cezija-137, plutonija-239 itd.

### Mjerne jedinice ionizirajućeg zračenja
Aktivnost radioaktivnog uzorka mjeri se u bekerelima (Bq). Aktivnost od 1 Bq znači jedan raspad atomske jezgre u sekundi. Kako su aktivnosti uzoraka često vrlo velike u upotrebi je i veća jedinica, kiri (Ci). 1 Ci iznosi 3,7 • 1010 Bq. 
Da bi se mjerila energija, koju putem zračenja apsorbira određena tvar, koristi se jedinica grej (Gy). Omjer te energije i mase tijela koje ju apsorbira zove se apsorbirana doza. Ako se energija od 1 J apsorbira u 1 kg tvari govorimo o apsorbiranoj dozi od 1 Gy. Ovako definirana doza ne govori ništa o biološkim učincima apsorbiranog zračenja. Svaka vrsta zračenja (α, β, γ) ima drugačiji utjecaj na žive stanice, koji se opisuje faktorom Q. Zato se definira ekvivalentna doza, koju dobijemo tako da apsorbiranu dozu pomnožimo faktorom Q. Jedinica za ekvivalentnu dozu je sivert (Sv).

### Aktivnost radionuklida
Kada govorimo o aktivnosti radionuklida onda obično mislimo na ukupnu radioaktivnost. Ukupna radioaktivnost je aktivnost radionuklida izražena brojem raspada u jedinici vremena; Bq (raspad/s) ili Ci (3,7x 1010  raspada/s). Specifična radioaktivnost je radioaktivnost specifične mase (obujma) tvari. Specifična radioaktivnost se izražava u Bq po jedinici mase (Bq/kg = raspad s-1 kg-1) ili jedinici obujma(Bq/m3 = raspad s-1 m-3). Na temelju specifične radioaktivnosti i u skladu s postojećim pravilnicima procjenjujemo radioaktivnu ispravnost živežnih namjernica.

### Doze ionizirajućeg zračenja
Doze ionizirajućeg zračenja označavaju količinu predane energije ionizirajućeg zračenja određenoj masi tvari. Naime, ionizirajuća zraka prolazeći kroz tvar se sudara s atomima i predaje im svoju energiju, što za posljedicu ima ionizaciju atoma, odnosno molekula.

#### Apsorbirana doza
Apsorbirana doza (skraćeno doza; D) je količina energije ionizirajućeg zračenja koju apsorbira tvar na koju zračenje djeluje. Apsorbirana doza se označava u Gy (grej; Gy = J/kg). Jedan grej (Gy) predstavlja 1 J (džul) energije koju je ionizirajuće zračenje predalo 1 kilogramu (kg) tvari. Učinci ovise ponajviše o apsorbiranoj energiji i osobinama tvari koja je energiju apsorbirala. Radi poznavanja povijesti i proučavanja povijesnih knjiga valja navesti da je prije uvođenja SI jedinica, jedinica za apsorbiranu dozu bila rad (engl. Radiation Absorbed Dose'). Pri tome 1 Gy = 100 rad. Dakle rad je 100 puta manja jedinica od Gy. Apsorbirana doza se može mjeriti na više načina, no u praksi se ne mjeri, nego se podatak o apsorbiranoj dozi dobiva poznavanjem ili određivanjem ekspozicije.

#### Brzina apsorbirane doze
Brzina apsorbirane doze je količina energije ionizirajućeg zračenja što je akumulira jedinica materije u jedinici vremena. Izražava se u Gy/s. Veličina brzine apsorbirane doze je bitna jer o njoj ovise učinci ionizirajućeg zračenja na živu tvar. Ako dvije jedinke apsorbiraju istu dozu zračenja, ali u različitom vremenu, dakle s različitom brzinom apsorbirane doze, posljedice će biti različite. Radi ilustracije, brzinu apsorbirane doze možemo usporediti s intoksikacijom alkoholom. Dakle, veće količine alkohola raspoređene tijekom dugog vremena će jetra bez većih šteta detoksicirati naprotiv, ista količina alkohola u kratkom vremenu (npr. 2,5 litre votke) će biti jako štetna.

### Ekspozicija
Ekspozicija je zbroj električnih naboja svih iona istog naboja stvorenih u jedinici mase tvari pri prolasku rendgenskih ili gama zraka. Kratica za ekspoziciju je X, a jedinica za ekspoziciju je C/kg (kulon po kilogramu). C/kg je ona količina rendgenskih ili gama zračenja koja će u kg tvari (zraku) stvoriti ione ukupnog naboja od 1 kulon. Jedinica ekspozicije izvan SI sustava je rendgen (R); 1C/kg = 3867 R.
Brzina ekspozije je ekspozicija po jedinici vremena i izražava se kao (C/kg)/s = C/(kgs).

### Ekvivalentna doza ili dozni ekvivalent
Kako apsorbirana doza, u različitim uvjetima, ne izražava dovoljno precizno težinu štetnih učinaka zračenja na organizam, uveden je pojam ekvivalentne doze (ekvivalentan - jednakomjeran, istog značaja). Ekvivalentna doza ili dozni ekvivalent (H, eng. RBE – Relative Biological Effectiveness) je jednaka umnošku apsorbirane doze (D), faktora kvaliteta (Q), i proizvoda ostalih čimbenika (N). Jedinica za ekvivalentnu dozu je Sv (sivert, Sv = J/kg).
Dakle:
H = D x Q x N
gdje je: H - ekvivalentna doza ili dozni ekvivalent u Sv (sivert; Sv = J/kg), D - apsorbirana doza Gy (grej; Gy = J/kg), Q - faktor kvalitete je faktor kojim trebamo pomnožiti apsorbiranu dozu (D) kako bi saznali kolika je šteta nanesena ozračenim jedinkama bilo kojom vrstom ionizirajućeg zračenja. Q ovisi o linearnom prijenosu energije (LPE) pojedinih vrsta zraka, N - proizvod svih ostalih modifikacijskih čimbenika, za sada se uzima N = 1.
Povijesti radi, potrebno je spomenuti staru jedinicu za dozni ekvivalent. To je bio rem  (engl. Rentgen Equivalent for Men). 1Sv = 100 rem ili rem je sto puta manja jedinica od Sv.
Okvirno, male doze zračenja su do 0,2 Gy gama zračenja. Kada se radi o učincima malih doza ionizacijskog zračenja, nije dovoljno poznavati samo D, nego treba znati o kojoj vrsti ionizacijskog zračenja se radi. Naime, učinci neće biti isti ako je D ista, a različito je ionizacijsko zračenje, jer je različit linearni prijenos energije, pa je različit Q.

#### Faktor kvalitete Q
Ako neka čestica preda 3,5 MeV pri 1 mikrometar prijeđenog puta, onda će njen faktor kvaliteta biti 1. Ako više energije predaje Q će biti veći i obrnuto.
Q =1  (LPE = 5,6 x 10-7 J/m)
Efektivni faktor kvalitete (G) za pojedine vrste zračenje iznosi:
- rendgensko zračenje, gama-zračenje, beta-čestice, elektroni, pozitroni: G = 1
- termalni neutron: G = 3
- neutroni nepoznate energije: G = 10
- protoni: G = 10
- alfa-čestice: G = 10

Ako smo u prvi organizam unijeli radionuklid, gama-čestice doze 1 Gy,  a u drugi organizam unijeli radionuklid alfa-čestice iste doze (1 Gy) učinci će biti veći (oko 10 puta!) kod životinje koja je apsorbirala 1 Gy alfa-čestice.

### Efektivna ekvivalentna doza
Efektivna ekvivalentna doza – EED (H = Σ Wt Ht) se odnosi za pojedina tkiva. Ht je srednja ekvivalentna doza u tkivu t. Svatko tkivo ima svoju ekvivalentnu dozu. Wt je težinski faktor, odnosno faktor rizika za tkivo t. Wt predstavlja udio štetnosti stohastičkih učinaka koja se razvija u tkivu t, a u odnosu na cijeli organizam.
Zračenje uz odmah vidljive učinke izaziva i kasne učinke koji se mogu iskazati i više godina nakon prestanka zračenja. To su stohastički učinci (eng. stochastic – koji se ne može predvidjeti) - kasne promjene nastale kao posljedica zračenja; karcinomi, leukemija, genetske promjene. Pri tome se ne radi o velikim dozama zračenja koje mogu izazvati vidljiva oštećenja, već o malim dozama.
Kada je ozračeno cijelo tijelo onda je rizik (štetnost) od stohastičkih učinaka 1 (100%). Faktor rizika – težinski faktor za pojedine dijelove tijela (ICRP 1977.):
- cijelo tijelo: Wt =1
- jajnik, testis: Wt = 0,25 (25%)
- koštana srž: Wt = 0,12 (12%)
- površina kostiju: Wt = 0,03 (3%)
- štitna žlijezda: Wt = 0,03 (3%)
- grudi: Wt = 0,15 (15%)
- pluća: Wt = 0,12 (12%)
- ostala tkiva: Wt = 0,30 (30%)

Na primjer ako cijelo tijelo (sva tkiva) budu kontaminirana zračenjem intenziteta 1 Sv, rizik od stohastičkih učinaka će biti 1 (100%). A, ako se čovjek pijući mlijeko kontaminirao s jodom-131 i ako je samo štitna žlijezda primila dozu od i 1 Sv šteta (opasnost od štete) će biti takva kao da je cijeli organizam primio dozu od 0,03 Sv. Tu smo dozu dobili tako da dozu kontaminacije štitnjače pomnožimo s težinskim faktorom.
Za svaki organizam je potrebno izračunati ekvivalentnu dozu. Ekvivalentna doza potpunije pokazuje kolika je stvarna opasnost od šteta koje zračenje izaziva (ekvivalentna doza = doza zračenja x faktor kvalitete zračenja).
Ekvivalentna doza se odnosi samo na vanjsko zračenje. ICRP (engl. International Commission for Radioactivity Protection) preporuke za granice ekvivalentnih doza na godinu:
- profesionalno ozračenje: 50 mSv
- ozračenje pojedinca: 5 mSv
- ozračenje stanovništva: 1 mSv

Efektivna ekvivalentna doza je veća jer se radionuklidi unose u organizam hranom, vodom, zrakom i ugrađuju se u tijelo. Neki radionuklidi se ugrade u kosti, neki u pluća; svaki dio tijela je ozračen, ali ne jednako. Postoji pravilnik o zaštiti od ionizacijskog zračenja koji je donijela ICRP.

### Doza opravdanog rizika
U slučaju većih nuklearnih nezgoda doći će do kontaminacije u polumjer od barem 30 km. Doza opravdanog rizika (DOR)  je doza koju može primiti pojedinac koji se upućuje na kontaminirano područje s određenim zadatkom, a da pri tome posljedice tog ozračivanja ne budu odveć štetne. Osoba koja je primila DOR ne smije se ozračivati naredna 2-3 mjeseca. DOR za jednokratno označivanje je 13 mC/kg ili 50 R. DOR za višekratno označivanje je 26 mC/kg ili 150 R (150 R = 39 mC/kg). Svaka pojedinačna dnevna doza ne smije biti veća od 2,58 mC/kg (=2,58 C/g = 10 R).

### Koliko smo ozračeni?
Od zračenja se nikamo ne možemo sakriti. Stoga svaki čovjek prima godišnju ekvivalentnu dozu zračenja od približno 3,5 mSv. To je prosječna doza, a sastoji se od sljedećih doprinosa: 
- Udisanje radona - 2 mSv
- Ostali radionuklidi uneseni u tijelo - 0,39 mSv
- Zemljino zračenje - 0,28 mSv
- Kozmičko zračenje - 0,28 mSv

Tako ispada da je ukupna doza od prirodnih izvora 3 mSv, a ukupna doza od umjetnih izvora 0,5 mSv. Ukupna doza od umjetnih izvora proračunata je prema prosječnoj izloženosti medicinskom zračenju, korištenju raznih aparata, te doprinosu od testiranja nuklearnog oružja i rada nuklearnih elektrana. Najveći doprinos od umjetnih izvora daje medicinsko zračenje.
Prosječna doza koju primi stanovništvo u pojedinim dijelovima Hrvatske od vanjskog ozračivanja:
- Osijek (najviše):  1,30 mSv/godina
- Zagreb:           1,14 mSv/godina
- Varaždin:        1,10 mSv/godina
- Rabac (najmanje): 0,66 mSv/godina
- prosjek:      oko 1,00 mSv/godina

### Zašto i koliko je zračenje opasno?
Kad se govori o opasnostima od zračenja uglavnom se misli na ionizirajuće zračenje. To je zračenje koje ima dovoljnu energiju da ionizira neke atome u tijelu. Tako nastali ioni narušavaju biokemijske procese u stanicama, što može dovesti do raznih poremećaja u njihovom funkcioniranju i dijeljenju, te konačno do nastanka ozbiljnih bolesti, poput raka: 
- Alfa-zračenje se širi brzinom od oko 1/20 brzine svjetlosti, što je dovoljno sporo da mogu relativno dugo međudjelovati s materijom. Zato imaju jako ionizirajuće djelovanje. Zbog svoje će se veličine brzo sudariti s nekim od atoma i izgubiti energiju, pa im je doseg mali (nekoliko cm), a zaustavlja ih već koža ili komad papira. No, ako se unesu u tijelo hranom ili udisanjem, mogu biti opasne zbog svog jakog ionizirajućeg djelovanja.
- Beta-zračenje čine elektroni, negativno nabijene čestice, koje putuju velikim brzinama. Njegovo je ionizirajuće djelovanje puno slabije od djelovanja alfa-zračenja, ali mu je domet u zraku puno veći (nekoliko metara). Zaustavlja ga već metalna ploča od nekoliko mm debljine. U ljudsko tijelo prodire do nekoliko centimetara dubine. Opasno je za zdravlje ako se izvor unese u organizam.
- Gama-zračenje je elektromagnetsko zračenje velike energije, koje potječe iz jezgre atoma, a širi se brzinom svjetlosti. Njegovo ionizirajuće djelovanje je još slabije od djelovanja beta-čestica, ali mu je domet još veći. Prolazi kroz ljudsko tijelo, a može se reducirati pomoću debelog sloja olova, betona ili vode.
- Rendgensko zračenje ima ista svojstva kao i gama-zračenje, no nešto veću valnu duljinu. Razlikuje se od gama-zračenja po tome što potječe od elektrona, a ne iz atomske jezgre.
- Kozmičko zračenje čine razne visokoenergijske čestice. Intenzivnije je na većim nadmorskim visinama.
- Neutroni se kao zračenje javljaju uglavnom u nuklearnim reaktorima, a kao zaštita od njih koristi se voda i beton.

Glavni prirodni izvor zračenja na kojeg možemo donekle utjecati je radon. Radon-222 je plemeniti plin, koji nastaje raspadom uranija-238. Uranij je normalan sastojak tla, kao i raznih građevnih materijala, od kojih se grade kuće. Radon difundira iz tla i zidova, i nakuplja se u prostorijama, a njegovi se radioaktivni potomci (polonij, bizmut, olovo) lijepe za čestice prašine u zraku. Kad ih udahnemo, zalijepe se za pluća, i svojim ih alfa-zračenjem oštećuju, što može dovesti do pojave raka pluća. Koncentracija radona ovisi o sastavu tla, katu (najveća je u podrumu i prizemlju) i o ventilaciji prostorija. Dobro prozračivanje prostorija može upola smanjiti dozu zračenja primljenu od radona!

### Učinci raznih doza zračenja
- više od 10 Sv izaziva tešku bolest i smrt u nekoliko tjedana.
- 2-10 Sv primljenih u kratkom roku izaziva smrt s vjerojatnošću od 50%.
- 1 Sv primljen u kratkom roku izazvao bi radijacijsku bolest (mučninu, gubitak kose), ali najvjerojatnije ne i smrt.
- 50 mSv godišnje je najmanja doza za koju postoje dokazi da izaziva rak.

Učinci velikih doza poznati su iz sudbina preživjelih ljudi iz Hirošime i Nagasakija, za koje je naknadno procijenjena doza zračenja koju su primili. O učincima malih doza govori se na temelju ekstrapolacije učinaka velikih doza i pretpostavke njihove linearnosti, jer je učinke malih doza teško direktno pratiti i razlučiti od brojnih drugih čimbenika koji utječu na zdravlje. Na taj je način izračunato da će od milijun ljudi koji prime dodatnu dozu zračenja od 1 mSv njih 50 zbog toga umrijeti od raka.

## Mjerni instrumenti

### Ionizacijska komora
Ionizacijska komora je dozimetar u kojemu se mjere posljedice ionizacije plina zračenjem. Sastoji se od dvije elektrode smještene u cijevi ispunjenoj nekim plinom koji služi kao mjerna tvar. Prolazeći kroz plin ionizirajuće zračenje izravno ili posredno ionizira taj plin. Tako u plinu nastaju parovi elektron-ion. Elektrode komore su pod električnim naponom, pa se elektroni i ioni gibaju prema elektrodama.

### Geigerov brojač
Geigerov brojač je detektor koji je najupotrebljavaniji u javnosti, a naziva se i Geiger-Müllerov brojač. Sastoji se od plinom punjene komore sa žicom u sredini koja je postavljena na visoki napon. Na taj se način na njoj prikupljaju ioni koji su stvoreni pri radioaktivnom zračenju. Ovakvi detektori mogu registrirati alfa, beta i gama zračenje, iako ih ne može razlikovati. Zbog tih i nekih drugih ograničenja, najbolji je za uporabu kad se želi samo pokazati postojanje i gruba procjena radioaktivnosti. Efikasnost ovog brojača je gotovo stopostotna za alfa i beta zračenja, dok je puno manja za gama zračenje.

### Proporcionalni brojač
Proporcionalni brojač je mjerni instrument koji se koristi za brojanje čestica ionizirajućeg zračenja i za mjerenje njihove energije. To je uređaj vrlo sličan Geigerovom brojaču, isto spada u grupu plinsko‐ionizirajućih detektora, ali su elektrode na manjem naponu od napona okidanja, pa se izbjegava zasićenje i ne dolazi do prostiranja lavina duž cijele žice. Snaga signala je razmjerna energiji upadnog zračenja, pa se može odrediti upadna energija (ako je cjelokupno zračenje apsorbirano).

### Maglena komora
Maglena komora ili Wilsonova komora je mjerni instrument kojim se prate tragovi ionizirajućeg zračenja (alfa-čestice, beta-čestice, gama zrake, rendgenske zrake itd.), a sastoji se od komore u kojoj je prezasićena vodena para, kojoj da bi se kondenzirala nedostaju centri kondenzacije, te je za oko i kameru nevidljiva. Ioni koje stvori prolaz ionizirajuće čestice, postaju centri kondenzacije i prolaz čestice postaje vidljiv u obliku gustog niza sitnih kapljica. Maglenu komoru je 1911. konstruirao britanski fizičar i meteorolog Charles Wilson, koji je za to otkriće dobio Nobelovu nagradu za fiziku 1927.

### Komora na mjehuriće
Komora na mjehuriće je mjerni instrument kojim se prate tragovi ionizirajućeg zračenja (alfa-čestice, beta-čestice, gama zrake, rendgenske zrake itd.), a sastoji se od komore u kojoj je prozirna pregrijana tekućina u kojoj ioni stvoreni prolaskom ionizirajuće čestice omogućuju stvaranje mjehurića bilježeći na taj način stazu čestice. Komoru na mjehuriće je konstruirao Donald Glaser 1952., za što je dobio Nobelovu nagradu za fiziku 1960. Komora na mjehuriće radi vrlo slično kao maglena komora, s tom razlikom da se njen rad zasniva na superzasićenoj tekućini, dok kod maglene komore se rad zasniva na superzasićenoj pari. 

### Višeanodni proporcionalni brojač
Višeanodni proporcionalni brojač (engl. multi-wire proporcional counter - MWPC) je mjerni instrument za otkrivanje i mjerenje elementarnih čestica ionizirajućeg zračenja, a predstavlja usavršeni oblik Geigerovog brojača i proporcionalnog brojača. Proporcionalni brojači obično su naprave koaksijalnog geometrijskog rasporeda: tanka žica (anoda), postavljena je uzduž osi valjkaste katode. Sustav je nepropustan za zrak i puni se inertnim plinom (obično smjesa argona i ugljikovog dioksida, argona i metana i sližno). 

### Komora na iskre
Komora na iskre sastoji se od niza paralelnih vrlo tankih elektroda između kojih vlada visoki napon, no ne dovoljno visok da bi se dogodio električni izboj među njima. Ioni, koje stvori prolaz nabijene čestice, omogućuju lokalni izboj u obliku niza iskri te na taj način kamera može registrirati stazu čestice.

### Poluvodički detektor
Poluvodički detektor je uređaj koji radi na temelju promjene električne vodljivosti poluvodičkog kristala zbog ionizacije zračenjem. Masena čestica ili foton koji prođu kroz zaporni sloj uzrokuju strujni impuls. Zračenje uzrokuje mnogo veću ionizaciju u poluvodičkom kristalu nego u plinu zbog toga što je gustoća mnogo veća, a energija potrebna za proizvodnju parova mnogo manja. Jedna od glavnim svojstava poluvodičkih brojača je visoka moć energijskog razlučivanja čestica, a nedostaci su relativno dugo vrijeme regeneracije.

### Scintilacijski detektori
Scintilatori su obično čvrsta tijela (iako mogu biti i tekućine i plinovi) koja proizvode svjetlost pri međudjelovanju sa zračenjem. Svjetlost se pretvara u električni signal koji se dalje obrađuje elektronikom i računalom. Koriste se u istraživačkim centrima, medicini, te zračenja u okolišu.

### Detektori rendgenskog i gama-zračenja
Silikonski detektori, pri niskim temperaturama (oko 77 K) su prikladni za rendgensko zračenje energije do oko 20 keV. Germanijevi detektori se mogu koristiti za mjerenja energija preko 10 keV pa sve do nekoliko MeV. Takvi detektori imaju primjenu kod zračenja u okolišu i traženju radioaktivnih elemenata u prirodi.

### Detektori nisko-energijskih nabijenih čestica
Silikonski detektori pri sobnim temperaturama igraju najvažniju ulogu u registriranju nisko-energijskih električkih nabijenih čestica. Pojedinačno mogu odrediti energiju upadnog zračenja. Više njih u kombinaciji mogu odrediti naboj (Z) i masu (A) upadne čestice (zračenja). Ovakav tip detektora koristi se u otkriču alfa-čestica kod zračenja u okolišu (npr. kod radija).

### Neutronski detektori
Neutrone je izuzetno teško otkriti jer nemaju električni naboj. Oni se otkrivaju pomoću nuklearnih reakcija kojima se stvaraju sekundarne nabijene čestice. Ponekad se koristi parafin za usporenje neutrona kako bi se povećala efikasnost uhvata neutrona. Ovakvi se detektori koriste za promatranje neutronskih zračenja u blizini nuklearnih elektrana i akceleratora čestica. Tekući scintilatori mogu mjeriti i neutrone i gama zračenja, a pažljivim se analizama može prepoznati razlika ovih zračenja.

### Neutrino detektori
Neutrini međudjeluju vrlo slabo s materijom, te ih je stoga teško registrirati. Neutrino detektori moraju biti obujmom izuzetno veliki. Na primjer, za otkriće Sunčevih neutrina često se koriste tisuće tona deuterijevog oksida (teška voda). Ako se dogodi međudjelovanje neutrina s materijom, stvorit će se elektron koji se giba brže od svjetlosti u toj materiji. Takav elektron prizvede stožac svjetlosti koja se koristi za određivanje energije i smjera neutrina.

### Detektori visokoenergijskih nabijenih čestica
Kako se energija čestica povećava, tako se grade sve složeniji detektori koji uključuju praćenje putanje mnoštva čestica dok prolaze kroz detektor. Izuzetno brzi računalni sustavi obrađuju i spremaju podatke koji su dobiveni tim detektorima.

## Primjena

### Detektor dima
Najčešći detektori dima sadrže male količine radioaktivnog izotopa americija-241, koji se proizvede nuklearnim reakcijama. Alfa-čestica, koja se emitira u raspadu americija-241, ionizira zrak i stvori malu struju naboja koja se mjeri osjetljivim uređajem. Kada dim uđe u detektor, ioni se uhvate česticama dima što umanji struju naboja u detektoru. Ako se to dogodi, alarm se uključi. Kako je prevaljena udaljenost alfa-čestica izuzetno mala u zraku, ne postoji rizik zračenja od ovakvih detektora. Nakon svoje uporabe, ovi se detektori moraju prikladno odlagati, kao radioaktivni otpad.

### Kozmičko zračenje
Postojanje kozmičkog zračenja je poznato od 31. prosinca 1958., kada je prvi svemirski brod upućen sa Zemlje. Uočeno je ogromno zračenje. Poslije toga, mnogi sateliti su oštećeni tim zračenjem. No, učinci kozmičkih zračenja vidljivi su i na površini Zemlje. Iako atmosfera apsorbira gotovu svu količinu kozmičkog zračenja, pojedina sekundarna čestica (nastala u reakcijama s molekulama zraka) može doseći površinu Zemlje te uzrokovati oštećenja na poluvodičima i elektroničkim čipovima. Memorijski čipovi kompjutera su podložni oštećenjima. 

### Istraživanje materijala
Ako se određene vrste plastike izlože nuklearnim zračenjima, na plastici će se stvoriti mikro tragovi (30 nm do 8000 nm). Primjena ove vrste plastike koristi se za određivanje prisutnosti radona. Primjena ide od znanosti o Zemlji, oceanografiji, biologiji, medicini, arheologiji, te astrofizici.

### Nuklearna medicina: dijagnostika
Jedna od glavnih uporaba radioizotopa je u nuklearnoj medicini. Gotovo se jedna trećina bolesnika podvrgava nuklearnoj medicini. Postoji gotovo stotinu različitih radioizotopa čije se beta i/ili gama zračenje koristi u dijagnostici, terapiji ili istraživanjima nuklearne medicine. Najkorišteniji izotopi su jod-131 (otkriven 1938.), kobalt-60 (otkriven 1937.), tehnecij-99 (1938.), cezij-137 (1941.). Danas je tehnecij-99, s vremenom poluraspada od oko 6 sati, najkorišteniji u nuklearnoj medicini.
Vrlo učinkovito je korištenje kratko-živućih pozitronskih emitera, kao što su ugljik-11, dušik-13, kisik-15 ili fluor-18 u procesu koji je nazvan pozitronska emisiona tomografija ili PET (engl. Positron Emission Tomography). Ako se ugrade u kemijske sastojke koji odlaze u specifične organe u tijelu, dijagnoza se određuje detekcijom dviju gama-zraka identičnih energija kada se elektron i positron ponište i pretvore u energiju. Detekcijom obiju gama-zraka (koje imaju točno suprotnu orijentaciju) može se odrediti mjesto gdje se dogodila reakcija. Ako se pozitronski emiter ugradi u glukozu, i tijelu ga apsorbira, mogu se istraživati funkcije vitalnih organa, kao što je ljudski mozak (računalna tomografija).

### Nuklearna medicina: terapija
Radiaktivni izotop kobalt-60 emitira gama-zrake koje se koriste za razbijanje stanica raka, a slično tome i cezij-137. U posljednjih desetak godina terapija uništenja stanica raka vrši se pod izravnim snopom masivnih iona iz akceleratora. Za razliku od gama-zraka, koje dijele svoju energiju podjednako na zdravo i nezdravo tkivo, masivne čestice poput protona i alfa-čestica ostavljaju svoju energiju neposredno tamo gdje se zaustave. Ako se energija prikladno odabere, najveći dio energije može se ostaviti u nezdravom tkivu, a ne u zdravom tkivu. 

### Određivanje starosti
Tehnika određivanja omjera radioaktivnih izotopa u odnosu na referentni izotop daje starost materijala. Mnogi izotopi su se istraživali. Izotop ugljik-14 se proizvodi u gornjim slojevima atmosfere. To se događa kad neutron udari u dušik-14 i izbaci proton. Izotop ugljik-14 se prenosi kao CO2 kroz biljke i životinje. Ako danas izmjerimo omjer ugljik-14 u odnosu
na ugljik-12 pronašli bismo vrijednost od oko 1 na bilijun. Omjer je isti za sva živa bića. Jednom kad živi organizam umre više nije u stanju izmjenjivati ugljik s okolinom. Izotop ugljik-14 je radioaktivan s vremenom poluraspada od 5730 godina. To znači da će nakon 5730 godina polovica izotopa ostati, a nakon 11460 godina samo četvrtina. Ako se pouzdano odredi omjer dvaju izotopa, može se odrediti starost organskog materijala datiranjem ugljikom-14. 
Za nežive materijale druge se metode koriste. Izotop kalij-40 se raspada, s vremenom poluraspada od 1,3•109 godina, u argon-40 koji se hvata u stijenama. Iz omjera broja izotopa argona-40 koji izlaze iz kalija-40 i broja izotopa kalija-40 koji su ostali u stijeni može se odrediti starost stijene. I starost galaksije i Zemlje mogu se odrediti na sličan način. Pronađeno je da je starost naše galaksije između 10 i 20 milijardi godina, a Zemlje oko 4,6 milijardi godina. Za Svemir se vjeruje da je star oko 15 milijardi godina.

### Primjena u industriji
Primjene radioizotopa u industriji su mnogobrojne. Kako s debljinom nekog materijala opada količina gama-zračenja, to je moguće odrediti debljinu materijala određivanjem opadanja gama zračenja. To se koristi u industriji kao što je:
- automobilska industrija, za testiranje kvalitete čelika i prikladne debljine aluminija i drugih materijala
- zrakoplovstvo, za testiranje mlaznih motora
- konstrukciji, za određivanje gustoće materijala cesta na površini i ispod površine
- industriji nafte, plina i rudarstva
- dizala i žičara, testiranje kabela.

Izotop kalifornija-252 (neutronski emiter) koristi se za aktiviranje drugih izotopa neutronima, kojima se provjerava prtljaga putnika u zrakoplovima na eventualne eksplozive.
Zanimljiva primjena radioizotopa je u umjetnosti. Vrlo su korisne u identificiranju kemijskih elemenata u kovanicama i drugim eksponatima. Neutronska raspršenja su se dokazala kao dobar alat za istraživanje molekulske strukture i gibanja molekula. Akceleratori i reaktori proizvode spore neutrone prikladnih valnih duljina za prepoznavanje strukture DNA molekule.

### Odstranjenje mina
Ratovi se vode po cijeloj Zemlji, a minska polja se koriste redovito za razdvajanje neprijatelja u ratu. Slično kod traženja eksploziva kod avio prtljage radi se i s minskim poljima.

### Radioaktivni izvori energije
Dugoživući izvori energije su potrebni za uređaje koji su na dulje vrijeme daleko i nedostupni (npr. umjetni sateliti). Birajući radioaktivne elemente koji imaju veća vremena poluraspada, mogu se napraviti dugoživući izvori energije. Između mnogih, dobri primjeri su plutonij-238 (87,7 godina) i kurij-244 (18,1 godina). Već nekoliko grama takvih izotopa daje intenzivan izvor topline sve do nekoliko stotina vati.